# Typhlomys
Typhlomys é um gênero de roedor da família Platacanthomyidae.

## Espécies
- Typhlomys cinereus Milne-Edwards, 1877
- †Typhlomys hipparionium Qiu, 1989
- †Typhlomys intermedius Zheng, 1993
- †Typhlomys macrourus Zheng, 1993
- †Typhlomys primitivus Qiu, 1989